# 冯光泗
冯光泗（1915年—），男，江苏沛县人，中国文艺组织工作者，曾任中国杂技艺术家协会副主席，中国曲艺家协会常务理事。